# Leptotarsus binotatus
Leptotarsus binotatus är en tvåvingeart som först beskrevs av Frederick Wollaston Hutton 1900.  Leptotarsus binotatus ingår i släktet Leptotarsus och familjen storharkrankar. Inga underarter finns listade i Catalogue of Life.